# Ligne des Invalides à Versailles-Rive-Gauche
La ligne des Invalides à Versailles-Rive-Gauche, dite plus simplement ligne des Invalides, est une ligne ferroviaire française, de la région Île-de-France, à écartement standard et à double voie. Elle relie la gare des Invalides, à Paris, à la gare de Versailles-Château-Rive-Gauche (anciennement Versailles-Rive-Gauche).
Ouverte en plusieurs tronçons distincts de 1840 à 1902 et longue de 17,6 kilomètres, elle est électrifiée en 750 volts à courant continu par troisième rail latéral en 1900, à l'occasion de l'Exposition universelle, avant d'être modernisée et intégrée à la Transversale Rive Gauche en 1979, devenue la ligne C du RER en 1980. Elle constitue la ligne no 977 000 du réseau ferré national.

## Tracé
La ligne des Invalides à Versailles-Rive-Gauche, entièrement à double voie, naît au cœur de Paris, en gare des Invalides sous l'esplanade éponyme, à proximité du pont Alexandre-III. Depuis 1979, cette ligne, anciennement en impasse, se situe, grâce à la réalisation d'une jonction souterraine, dans le prolongement de la ligne de Quai-d'Orsay à Paris-Austerlitz qui assure elle-même la jonction avec le réseau de Paris-Austerlitz. La ligne longe le cours de la Seine vers l'aval jusqu'à Issy-les-Moulineaux où elle se détache de la ligne de Puteaux à Issy-Plaine, dite ligne des Moulineaux, devenue en 1997 la ligne 2 du tramway.
Elle s'oriente alors vers l'ouest, avant de grimper par une longue rampe de 10 ‰, grâce à deux viaducs, vers la forêt de Meudon qu'elle franchit par un tunnel long de 3 363 mètres et rampe de 10 ‰. Après l'ensemble complexe de raccordements de Viroflay-Rive-Gauche à Porchefontaine, elle atteint la gare de Versailles-Château-Rive-Gauche, anciennement dénommée Versailles-Rive-Gauche, à 17,6 kilomètres du départ, située à proximité du château de Versailles.

## Historique
La ligne des Invalides réunit en réalité trois tronçons distincts :
- de Porchefontaine à Versailles-Rive-Gauche, tronçon terminal de la ligne de Paris-Montparnasse à Versailles-Rive-Gauche, ouverte en 1840 ;
- le tronçon d'Issy-Plaine aux Invalides, ouvert de 1867 à 1900 dans le prolongement de la ligne de Petite Ceinture, puis de la ligne des Moulineaux, et destiné à desservir les Expositions universelles ;
- et le tronçon de Viroflay-Rive-Gauche à Issy-Plaine, destiné à relier les précédents, ouvert en 1902.

### Chronologie
- 10 septembre 1840 : ouverture d'une ligne entre la barrière du Maine à Paris (actuelle gare de Paris-Montparnasse) et la gare de Versailles-Rive-Gauche ;
- 1er février 1867 au 22 décembre 1867 : ouverture d'un embranchement provisoire de Grenelle, sur la ligne de Petite Ceinture, au Champ-de-Mars pour la desserte de l'Exposition universelle de 1867 ;
- 25 novembre 1877 : ouverture d'une nouvelle ligne, définitive, au même emplacement pour la desserte de l'Exposition universelle de 1878 ;
- 12 avril 1900 : prolongement de la ligne du Champ-de-Mars aux Invalides pour la desserte de l'Exposition universelle de 1900 ;
- 1er juillet 1901 : mise en service du tronçon d'Issy-Plaine à Meudon-Val Fleury ;
- 31 mai 1902 : mise en service du tronçon de Meudon-Val Fleury à Viroflay-Rive-Gauche et desserte complète de la ligne des Invalides à Versailles-Rive-Gauche ;
- 15 mai 1935 : disparition du trafic de grandes lignes et de grande banlieue, transféré en gare annexe de Paris-Montparnasse ;
- 30 septembre 1979 : ouverture de la ligne des Invalides à Quai-d'Orsay et intégration de la ligne à la Transversale Rive Gauche.

### La ligne de Versailles-Rive-Gauche

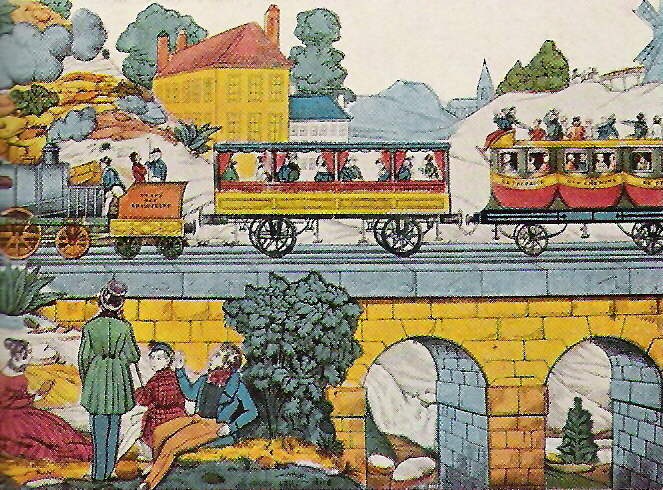
Image tronquée d'une représentation naïve du chemin de fer de Paris à Saint-Germain (vers 1837).

L'empressement des frères Pereire à achever la ligne de Paris à Saint-Germain-en-Laye, ouverte en 1837, première ligne de chemin de fer au départ de la capitale, provoque la réflexion du gouvernement sur la maîtrise du développement du chemin de fer. Le ministre des Travaux publics estime qu'il n'appartient pas à la seule initiative privée de diriger ce développement. Des études étant en cours pour l'établissement d'un chemin de fer de Paris à Versailles, il projette alors la réalisation d'une ligne à l'initiative de l'État. 
Les ingénieurs tracent une nouvelle ligne se détachant de la ligne de Saint-Germain à Asnières en suivant la Seine à distance. La ligne fait l'objet d'un projet de loi le 9 mai 1836, prévoyant la mise en concurrence et une concession. Mais la commission parlementaire chargée d'étudier le dossier émet de nombreuses critiques, quant à la longueur de la ligne au vu de son détour par le nord, la cohabitation sur les voies de la compagnie de Saint-Germain ou encore la concentration dans un seul embarcadère à Paris. Le ministre, après tractations, accepte la création de deux lignes destinées à desservir Versailles, une par la rive droite et une autre par la rive gauche, en fonction de leur point de départ à Paris. Les deux chambres votent la loi, promulguée par le roi Louis-Philippe le 9 juillet 1836.
Les deux lignes de la rive droite et de la rive gauche sont adjugées le 26 avril 1837. La ligne de la rive gauche est concédée à MM. B.L. Fould, Fould-Oppenheim et Léo. Le cahier des charges apporte diverses précisions sur la ligne : quittant Paris du côté occidental de la rue d'Assas, elle doit traverser la rue de Vaugirard sur une arcade, sortir de la capitale par la barrière du Maine, passer en dehors de Vanves, franchir le val de Fleury à Meudon, traverser le plateau de Bellevue, se développer sur les coteaux de Sèvres, traverser le val Doizu, passer en dessous de Chaville et Viroflay, et aboutir à Versailles par la porte de Buc avec un terminus situé près de l'avenue de Sceaux, en deçà des bâtiments des écuries. Le tracé comptera au moins six gares, et les courbes ne doivent pas descendre en dessous de sept cents mètres de rayon, avec une pente inférieure à quatre millimètres par mètre.
Une ordonnance du 25 août 1837 approuve les statuts de la Compagnie de la Rive Gauche, constituée d'un capital de dix millions de francs, plus deux millions de francs d'actions conservées en réserve. La Compagnie a l'intention d'être la première à desservir Versailles, ce qui suppose une construction rapide de la ligne, mais les aléas des travaux ne lui permettent pas de réaliser cet objectif. Les travaux sont dirigés par Payen et Perdonnet. Ils sont particulièrement délicats après Clamart : le val Fleury impose la construction d'un imposant viaduc. Plus loin à Chaville, l'établissement de remblais hauts de seize mètres nécessite un apport volumineux de glaise et de sable.
Une mauvaise gestion des acquisitions foncières provoque une multitude de procès et d'importants surcoûts à la construction, ce qui entraîne un rapide épuisement du capital. Les administrateurs se résignent et demandent alors l'aide de l'État. Après un débat houleux à la Chambre des députés le 1er août 1839, l'État accorde un prêt de cinq millions de francs, qui, avec la vente des actions en réserve, permettent de sauver l'entreprise. Afin de limiter les coûts de construction, le parcours dans Paris est également limité à la barrière du Maine.
La ligne relie la barrière du Maine à Paris à la gare de Versailles-Rive-Gauche le 10 septembre 1840, plus d'un an après l'ouverture de la ligne de la rive droite, ouverte le 2 août 1839. La nouvelle ligne est dirigée par Jules Petiet, mais elle est localement mal acceptée par un public qui comprend mal l'existence de deux lignes concurrentes, et la compare à un service de diligences, certes bien plus lent, mais moins onéreux et préféré des personnes craintives. « On nous jeta des pierres à notre arrivée dans la gare » relate Perdonnet.
La compagnie augmente rapidement la vitesse des circulations et adapte la fréquence sur une ligne particulièrement empruntée durant l'été, avec quatorze départs par jour dans chaque sens. Certains trains  ne s'arrêtent que dans les gares les plus importantes : Clamart, Meudon et Bellevue. Enfin, des circulations supplémentaires sont mises en route les jours de Grandes Eaux à Versailles ou durant les fêtes. 
Toutefois malgré ses efforts, le trafic n'atteint pas celui de la ligne concurrente de la rive droite : en août 1842, on dénombre 96 000 voyageurs contre 143 116 sur l'autre ligne. La même année, la catastrophe ferroviaire de Meudon, des réparations onéreuses à entreprendre sur les remblais ainsi que sur le viaduc du Val Fleury à Meudon, qui nécessite une consolidation par le doublement du nombre de poutres, mettent la compagnie en difficulté. Celle-ci envisage même un temps de remplacer les locomotives par des machines fixes afin de diminuer les frais d'exploitation. Mais c'est plus sérieusement le rapprochement avec la compagnie concurrente dans un projet commun d'extension vers la Bretagne qui permet de pérenniser la ligne. En 1852, la compagnie est rachetée par la nouvelle Compagnie de l'Ouest, tout comme l'est celle de la rive droite l'année suivante.
Une loi du 21 juin 1846 concède à Messieurs Émile Pereire, Adolphe d'Eichthal et Tarbé des Sablons une ligne de Versailles à Rennes, sous réserve de la reprise des deux compagnies exploitant les lignes de Paris à Versailles. Toutefois, aucune suite n'est donnée à cette concession. Une nouvelle loi le 13 mai 1851 autorise la concession de la ligne de Versailles à Rennes, en cours de construction par l'État, à Messieurs Peto, Betts, Brassey, Geach, Fox, Henderson et Stokes. Cette loi valide aussi le rachat de la compagnie du chemin de fer de Paris à Versailles (Rive-Droite) par les mêmes personnes. Cette même loi concède aussi le raccordement de Viroflay. Les nouveaux concessionnaires constituent la Compagnie du chemin de fer de l'Ouest.
Les 2 février et 6 avril 1855, une convention est signée entre le ministre des Travaux publics et les compagnies des chemins de fer de Paris à Saint-Germain, de Paris à Rouen, de Rouen au Havre, de l'Ouest, de Paris à Caen et à Cherbourg. Cette convention organise la fusion de ces compagnies au sein de la Compagnie des chemins de fer de l'Ouest. Cette convention est approuvée par décret impérial le 7 avril 1855.

### La desserte des Expositions universelles
Une ligne provisoire à double voie d'une longueur de 3,054 km entre le lieu-dit le Point du Jour, où elle se détache de la Petite Ceinture et le Champ-de-Mars, à hauteur du pont d'Iéna, au droit de l'avenue de Suffren, est concédée le 31 mai 1865, en même temps que la ligne de Petite Ceinture rive gauche par une convention signée entre le ministre des Travaux publics et la Compagnie des chemins de fer de l'Ouest. Cette convention est approuvée par un décret impérial le 18 juillet suivant.
La ligne de Petite Ceinture est achevée en 1867. La ligne entre le Point du Jour et le Champ de Mars est mise en service le 1er février 1867, avec un modeste trafic, avant tout destiné à acheminer, depuis Auteuil, les marchandises destinées à l'Exposition universelle de 1867. Le 1er avril 1867, des trains relient la gare Saint-Lazare au Champ-de-Mars via la ligne d'Auteuil pour la desserte de l'Exposition. À sa clôture, le trafic voyageurs est maintenu, mais faute de trafic, la desserte est suspendue dès le 18 novembre 1867, puis le trafic de marchandises cesse à son tour le 22 décembre 1867, après le démontage des derniers pavillons.
L'embranchement a vu passer 1 489 017 voyageurs, 86 chiens et 15 600 tonnes de marchandises. La décision ministérielle du 1er février 1867 prescrit la remise des lieux dans leur état d'origine.

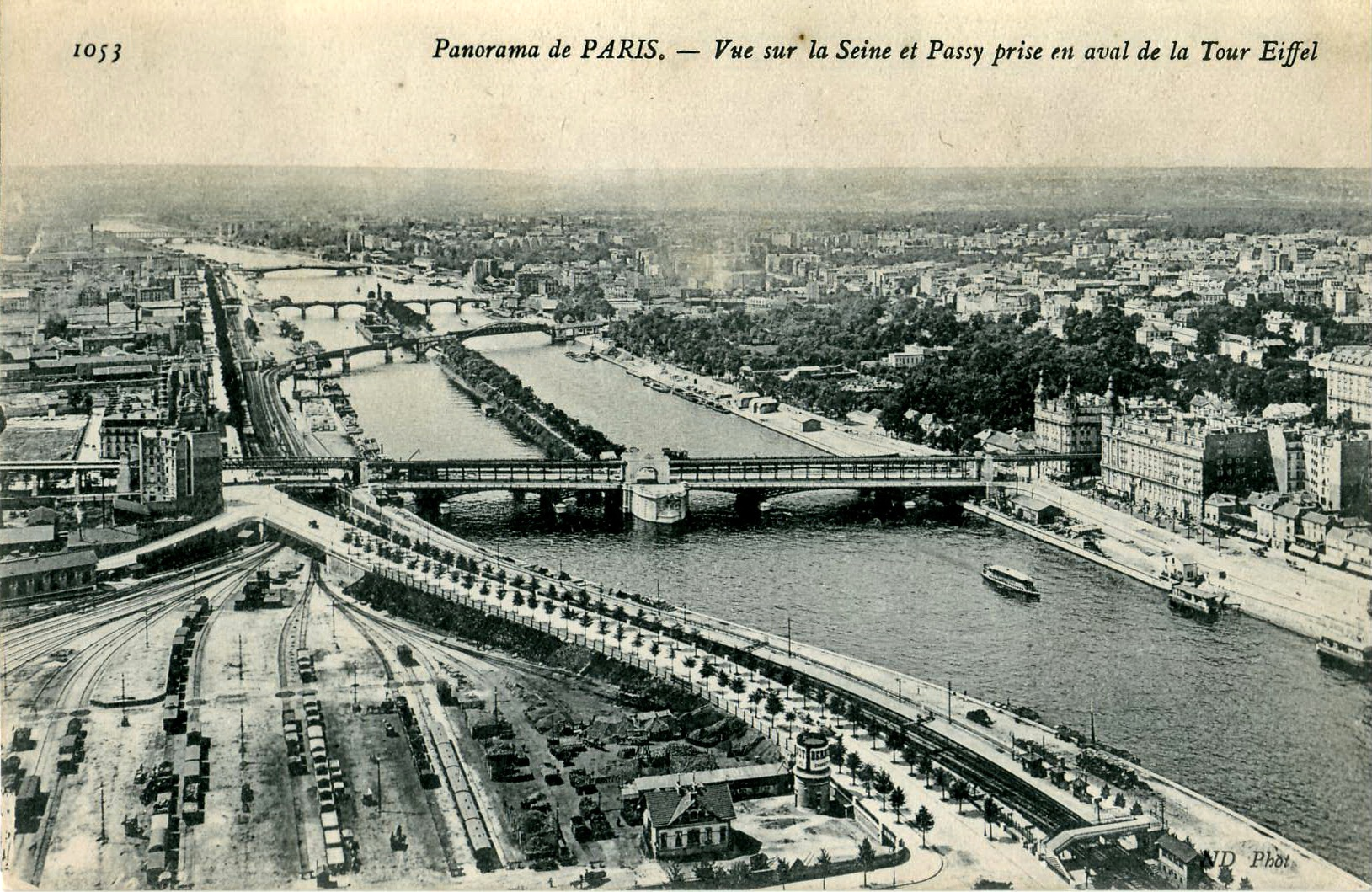
La gare du Champ-de-Mars vue de la tour Eiffel au début du XXe siècle. On distingue la ligne des Invalides, en tranchée le long des quais, et le raccordement de Boulainvilliers, qui franchit la Seine en biais.

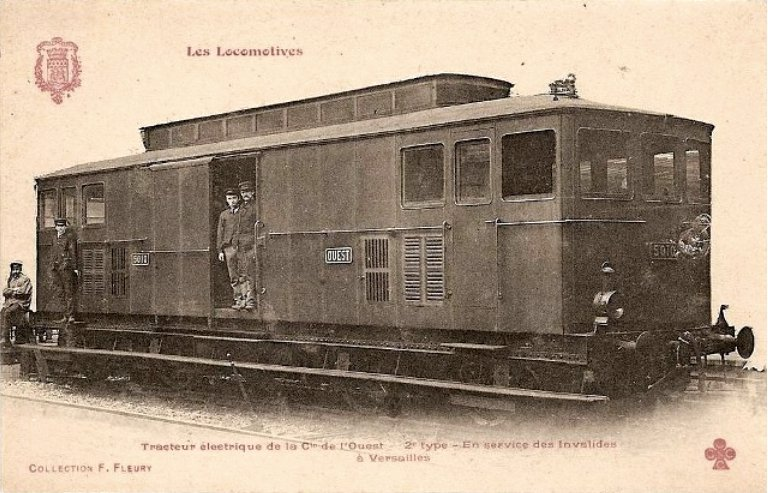
Locomoteur 5000 de l'Ouest, alimenté en 650 V par troisième rail sur la ligne des Invalides à Versailles-Rive-Gauche en 1900.

Toutefois, il est rapidement prévu dans le cadre de la nouvelle Exposition universelle de 1878, d'établir une ligne définitive sur le même tracé. À cette fin, une convention signée le 31 décembre 1875 entre le ministre des Travaux publics et la Compagnie des chemins de fer de l'Ouest, approuvée par une loi du même jour, concède à la compagnie une ligne reliant Courbevoie aux Moulineaux et au Champ-de-Mars, avec un raccordement à la Petite Ceinture. Mais les projets de tracé de cette ligne provoquent de telles polémiques que seul le tronçon de Grenelle au Champ-de-Mars fait l'objet d'une approbation. Les travaux sont réalisés promptement, et la ligne est ouverte le 25 novembre 1877 pour les marchandises destinées à l'Exposition, et le 1er avril 1878 pour les voyageurs. Encore complètement isolée du réseau de l'Ouest, la ligne n'est accessible que par le biais de la Petite Ceinture. En 1878, la gare du Champ-de-Mars, reconstruite par Juste Lisch, voit transiter 2 100 000 voyageurs.
En 1884, un accord est enfin trouvé sur le tracé de la ligne des Moulineaux : celle-ci se détache à Puteaux de la ligne de Paris-Saint-Lazare à Versailles-Rive-Droite. Le chantier débute en 1886 et s'achève juste à temps pour la nouvelle Exposition, le 1er mai 1889. Les trains de l'Ouest peuvent enfin circuler exclusivement sur leur réseau. 
Une Exposition en suivant une autre tous les onze ans, la Ville de Paris en prévision de la prochaine, en 1900, demande la suppression des passages à niveau, qui coupent la voirie d'accès aux ponts sur le fleuve, par abaissement de la plateforme, et l'extension de la ligne jusqu'à l'esplanade des Invalides afin d'améliorer la desserte de la future Exposition. Une convention signée le 16 mai 1893 entre la Ville et la Compagnie de l'Ouest prévoit la suppression des passages à niveau et l'extension de la ligne, les terrains nécessaires à l'établissement de la ligne et à celui de la gare terminale étant offerts. En revanche, la compagnie de l'Ouest participe à hauteur de 750 000 francs à la construction d'un pont sur la Seine, au droit de la future gare des Invalides. 
Le projet prévoit un prolongement en tranchée le long de la Seine dissimulé par une dalle de béton, pour l'édification des pavillons de l'Exposition, et deux nouvelles gares au Champ-de-Mars : une gare de passage en direction des Invalides, et une autre de vaste dimension destinée à la desserte de l'Exposition, qui sera ensuite reconvertie en gare de marchandises. Le tracé retenu condamne le bâtiment de Juste Lisch établi en 1878, qui est démonté puis plus tard reconstruit à Bois-Colombes.
La Compagnie de l'Ouest met en service le prolongement ainsi que la gare du Champ-de-Mars le 12 avril 1900, dans les délais pour l'Exposition qui s'ouvre le 15. La traction vapeur n'étant pas possible dans une longue tranchée couverte en raison du problème de l'évacuation des fumées, un système de navette électrique est mis en place. Pour les mêmes raisons, la Compagnie du Paris-Orléans (PO) emploie la traction électrique pour sa ligne de Quai-d'Orsay à Paris-Austerlitz, ouverte le 28 mai 1900 et également destinée à desservir l'exposition, ce qui en fait les deux premières lignes de chemin de fer à employer la traction électrique en France pour des trains de voyageurs, quelques mois avant l'inauguration du métropolitain.
Si les installations du Champ-de-Mars sont particulièrement fréquentées, avec un intense trafic ferroviaire (il passe jusqu'à un train toutes les trois minutes sur le raccordement de Boulainvilliers grâce au pont Rouelle), le prolongement souterrain est en revanche délaissé par le public. La compagnie attribue cette désaffection à l'existence parallèle d'un trottoir roulant et à la dissimulation de la ligne aux yeux du public.

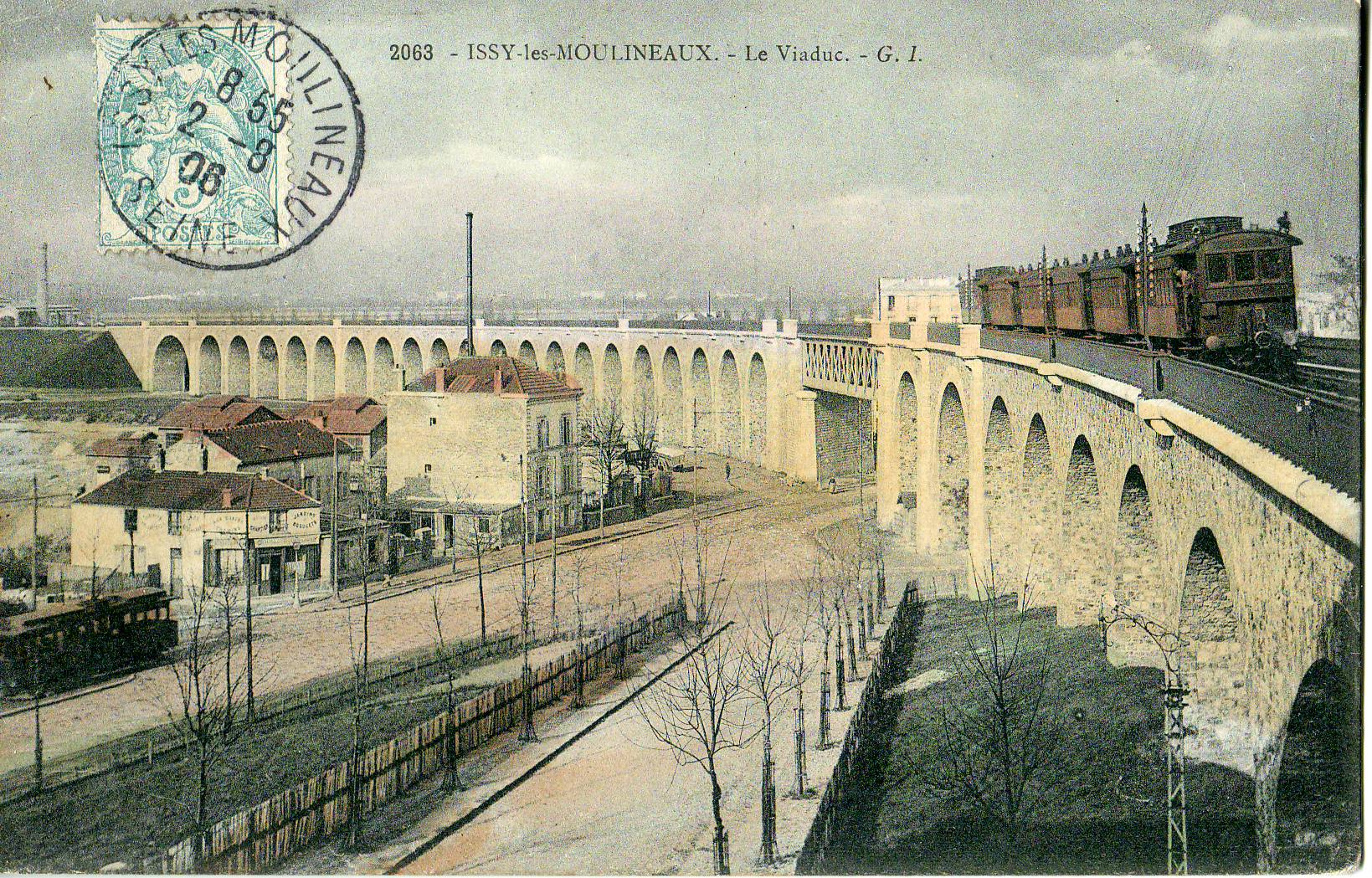
Le viaduc d'Issy-les-Moulineaux est l'un des ouvrages d'art emblématiques de la ligne. Ici photographié au tout début du XXe siècle, on y voit passer une rame électrique.
Au-dessous, approche un tramway.

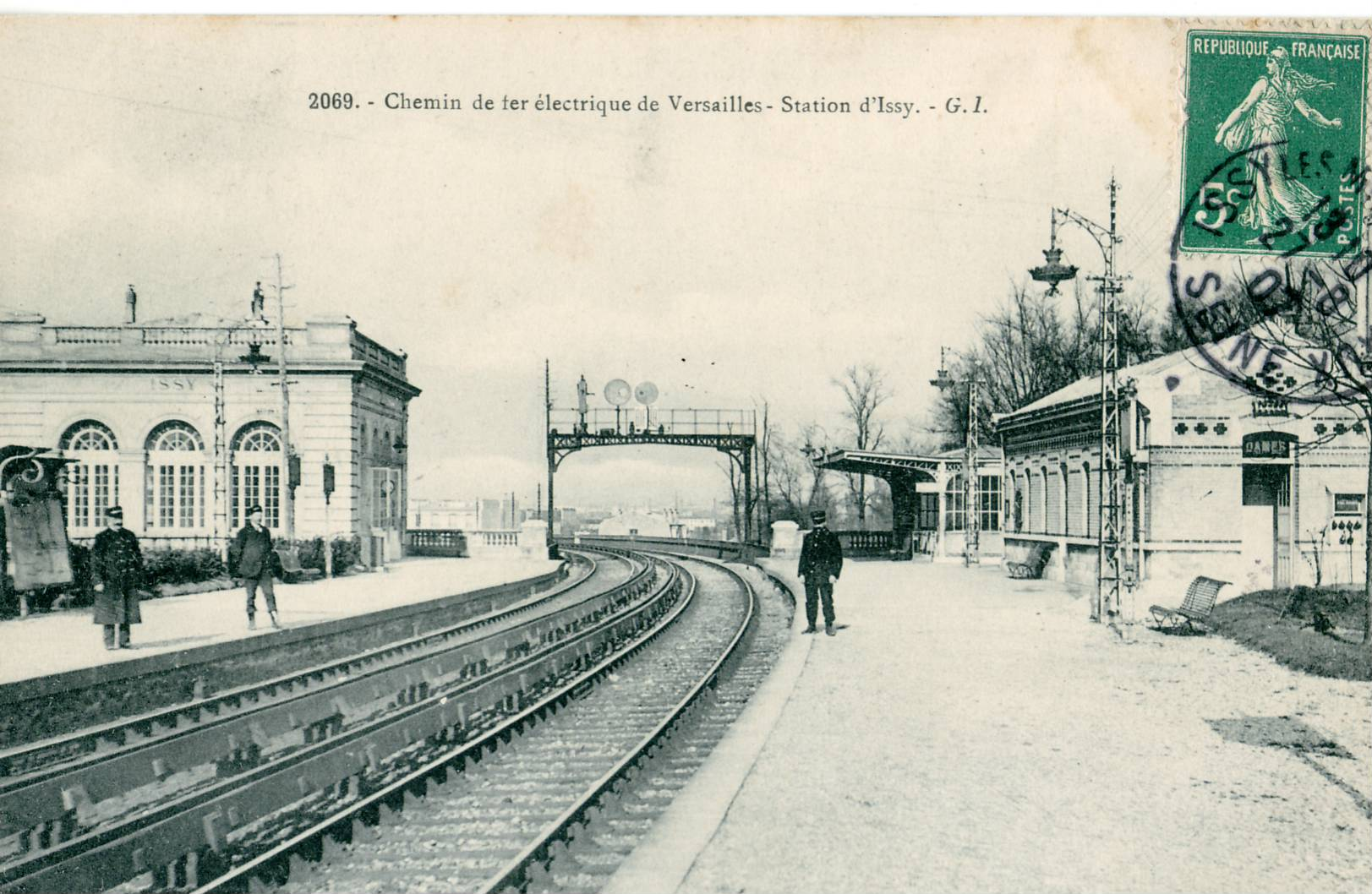
La gare d'Issy-Plaine, au tout début du XXe siècle, du temps de son exploitation par troisième rail électrique et signalisation mécanique.

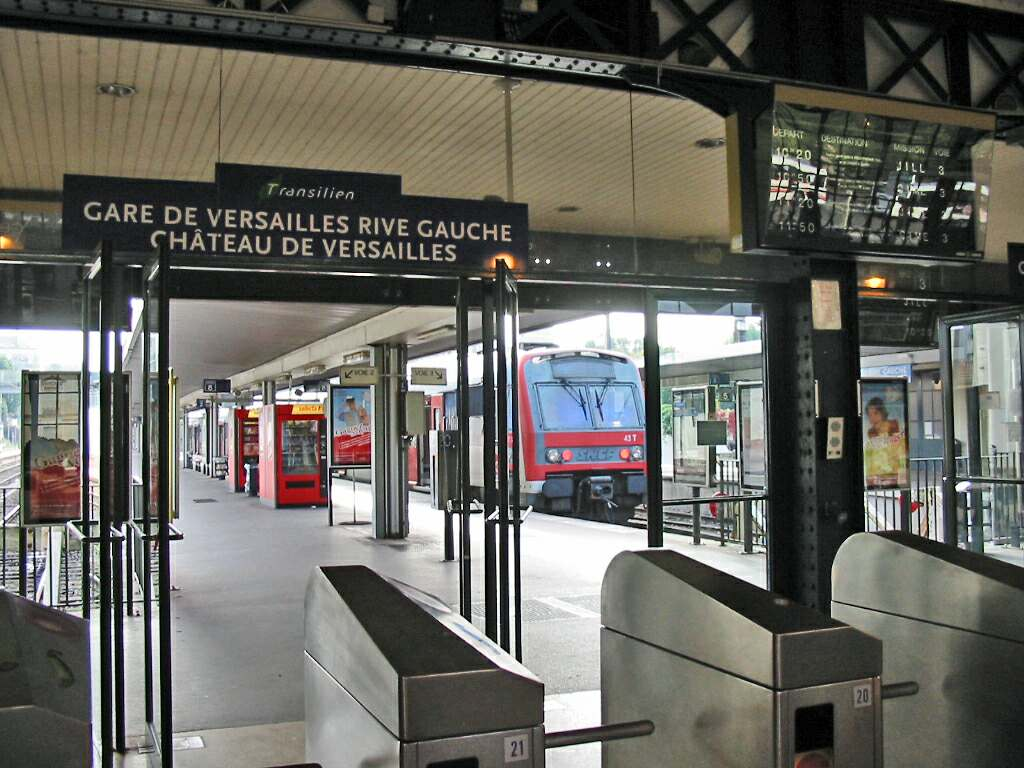
L'intérieur de la gare de Versailles-Château-Rive-Gauche.

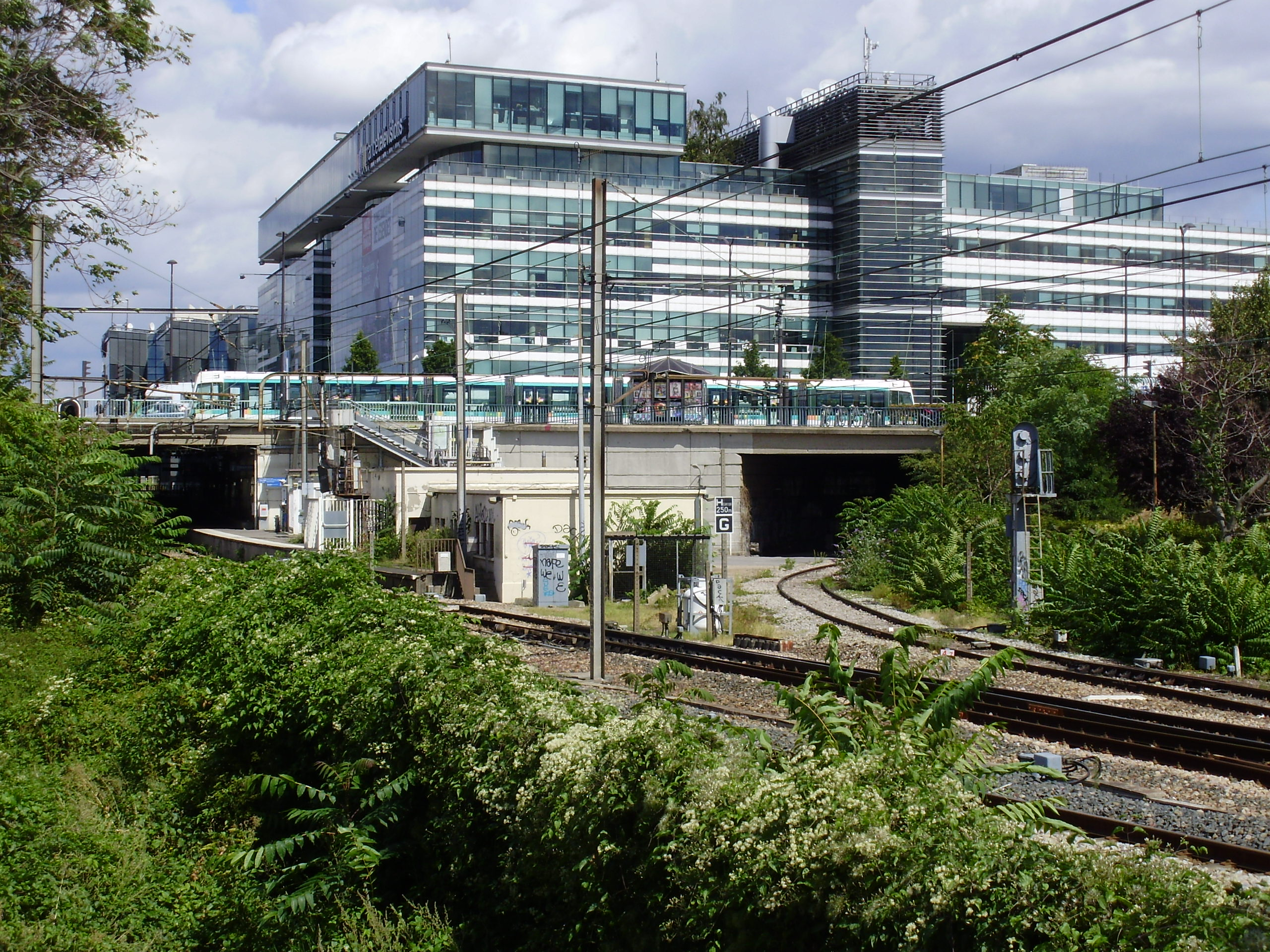
Le raccordement (datant de 1964) avec la ligne de Petite Ceinture devant le siège de France Télévisions.

### La jonction Issy-Plaine - Versailles
Au début des années 1890, la Compagnie de l'Ouest dispose de deux grandes gares têtes de lignes dans Paris, les gares Saint-Lazare et Montparnasse, ainsi que d'une petite gare en impasse au Champ-de-Mars, assurant un trafic banlieue de cabotage en direction de Paris-Saint-Lazare par la rive gauche de la Seine (Issy, Puteaux). Mais ses deux grandes gares présentent des défauts majeurs de capacité qui ne permettent pas d'absorber la hausse continue du trafic : la gare Saint-Lazare voit son débit limité par le goulet d'étranglement à six voies en avant-gare que constitue les tunnels des Batignolles, et la gare Montparnasse est particulièrement exiguë, avec un accès à seulement deux voies depuis Viroflay au débit très limité. Les travaux d'augmentation de capacité seraient particulièrement onéreux, avec la démolition des tunnels des Batignolles, l'extension voire la reconstruction de la gare Montparnasse et la mise à quatre voies du tronçon de Paris à Viroflay de la ligne de Brest. Toutes ces opérations seront mises en œuvre durant le siècle suivant. 
Il apparaît alors aux ingénieurs de la compagnie que la construction de deux nouvelles lignes permettrait de désengorger ces deux grandes gares en assurant la continuité depuis la gare du Champ-de-Mars, encore sous-utilisée, en direction de la Bretagne et de la Normandie. C'est dans ce contexte que sont projetées une nouvelle ligne reliant Issy à Viroflay par le biais d'un tunnel sous la forêt de Meudon, permettant une liaison depuis la gare du Champ-de-Mars vers la ligne de Paris-Montparnasse à Brest, et la ligne de la vallée de la Mauldre, déjà concédée à la compagnie à titre éventuel, assurant une liaison entre la ligne de Brest et la ligne de Paris-Saint-Lazare au Havre. La réalisation simultanée de ses deux opérations ainsi que la construction d'une nouvelle gare de plus grande capacité au Champ-de-Mars, ou éventuellement aux Invalides, permettraient à la compagnie d'irriguer un vaste secteur de la banlieue ouest et de disposer d'une troisième gare tête de ligne dans Paris. Celle-ci pourrait alors notamment accueillir les trains transatlantiques dits trains de marée, qui en raison de leur caractère irrégulier posent de nombreux problèmes d'insertion dans le trafic dense de la gare Saint-Lazare.
Le dossier des études est transmis au ministère, qui autorise la mise à l'enquête par la décision du 4 février 1895. L'enquête publique qui se déroule du 5 mars au 5 avril 1895 présente un résultat particulièrement favorable. Une première convention est signée dès le 23 mai 1895, mais elle n'obtient pas l'aval parlementaire. La convention définitive est signée le 6 juillet 1896 et approuvée par une loi le 14 juin 1897 qui déclare la ligne d'utilité publique. Afin de gagner du temps, la compagnie transmet par avance au ministère le projet de tracé et de terrassement, qui est approuvé le 10 août 1896. Les enquêtes parcellaires s'achèvent le 18 avril 1898 et la prise de possession des terrains n'intervient que fin avril dans le département de Seine-et-Oise, et fin août dans celui de la Seine.
Dès le 2 septembre 1897, la Compagnie peut adjuger les travaux du tunnel de Meudon, en dépit du faible nombre de parcelles acquises à l'amiable. Ce tunnel, long de 3,360 km, pose de grandes difficultés de réalisation, dues à la nature des marnes rencontrées, en particulier du côté de Chaville. Ces difficultés interdisent toute prévision quant à l'achèvement de l'ouvrage. Par ailleurs, plusieurs viaducs doivent être édifiés, notamment à Issy. À l'extrémité ouest de la ligne, le premier projet prévoit une jonction en pleine voie à la ligne de Paris-Montparnasse à Brest, à mi-chemin des gares de Chaville et Viroflay, provoquant des cisaillements. Mais les conflits de circulation qu'une telle disposition n'aurait pas manqué de provoquer amène une rectification du projet, avec la mise en œuvre de plusieurs saut-de-moutons afin de limiter les cisaillements.
La présence d'un long tunnel, en pente constante de 8 mm/m en direction de Viroflay et devant être parcouru par de nombreux trains, pose par ailleurs la problématique du mode de traction. Face à cette situation unique en banlieue parisienne, la compagnie doit faire le choix entre un système de ventilation efficace afin d'éliminer les fumées des locomotives, mais son efficacité demeure incertaine, ou le recours à la traction électrique, au moins pour les trains de banlieue, les plus fréquents. C'est cette dernière solution très novatrice à l'époque qui est finalement retenue, avec la pose d'un rail de contact électrique dit troisième rail. Mais aucun réseau de distribution d'électricité n'existant encore, la compagnie fait approuver le 6 septembre 1898 la construction d'une centrale électrique aux Moulineaux, d'une puissance de six-mille chevaux, pouvant être ultérieurement portée à douze mille, alimentant en courant à haute tension trois sous-stations de transformation implantées au Champ-de-Mars, à Meudon et à Viroflay,.
Au début de l'année 1900, les cinq grands viaducs dotés de piles fondées à grande profondeur sont en voie d'achèvement, de même que l'édification des bâtiments, le ballastage et la pose des voies. Le 2 février, les ouvriers effectuent la jonction des galeries d'avancement du tunnel de Meudon. Toutefois tout espoir de mise en servie pour l'Exposition universelle de 1900 reste illusoire. Au mois de juin, les ouvriers travaillant dans le tunnel entendant les étais craquer de manière inquiétante : ils n'ont que le temps d'évacuer rapidement le chantier avant un important éboulement suivi d'un envahissement de la galerie par des sables boulants, qui ne sont contenus qu'à grand peine. Cet incident retarde d'un an la mise en service du tunnel dont il faut par ailleurs réaliser l'équipement.
Le 1er juillet 1901, le tronçon d'Issy-Plaine à Meudon-Val Fleury est mis en service, dans l'attente de l'achèvement du tunnel dans son prolongement. Cette liaison est électrifiée d'origine par troisième rail latéral. L'achèvement du tunnel permet d'assurer le service électrique jusqu'à Versailles-Rive-Gauche le 31 mai 1902, avec onze gares intermédiaires. Malgré une réputation d'avarice dans ses réalisations, la compagnie de l'Ouest a réalisé ici une ligne bien équipée et correctement dimensionnée, avec des gares élégantes et une innovation en ce qui concerne le mode de traction, devenant une pionnière en ce domaine.

### De la Belle Époque aux années 1970
Après l'Exposition universelle de 1900, deux gares disparaissent assez rapidement : Pont de Grenelle avant 1910, et Avenue de la Bourdonnais le 1er juillet 1920. En 1908, la ligne, comme l'ensemble du réseau de la Compagnie de l'Ouest, est dorénavant gérée par l'administration des chemins de fer de l'État. Le block automatique lumineux (BAL) est installé sur la totalité de la ligne en 1926-1928, permettant d'en améliorer sensiblement le débit.
Au début des années 1930, le quartier de la tour Eiffel s'est largement urbanisé, et la présence d'une gare aux vastes emprises générant un important trafic de charbon pose des problèmes croissants de voisinage et constitue un environnement peu agréable pour le Champ-de-Mars. Le réseau de l'État profite de cette situation pour réorganiser son trafic de banlieue de façon plus rationnelle. 
Le 31 mars 1935, la gare de marchandises du Champ-de-Mars est définitivement fermée et les installations sont transférées à Grenelle, malgré les réclamations des charbonniers ; seul un dépôt électrique subsiste jusqu'en 1971. Le 15 mai 1935, le trafic de grandes lignes et de grande banlieue est reporté en gare annexe du Maine à Paris-Montparnasse. Les voies devenues superflues en gare des Invalides sont déposées, et seules six d'entre elles subsistent pour les besoins du trafic de proche banlieue. Les emprises correspondantes sous l'esplanade des Invalides ainsi que le vaste bâtiment des voyageurs, surdimensionné pour le seul trafic de banlieue, sont cédés à la Ville de Paris.
Lors de l'Exposition de 1937, la tranchée est couverte des Invalides au Champ-de-Mars, en principe provisoirement pour les besoins de l'exposition, en réalité à titre définitif, ce qui fait disparaître l'ancien bâtiment des voyageurs d'Avenue de la Bourdonnais, de style pagode. Hormis les reconstructions liées à la Seconde Guerre mondiale, la ligne ne connaît alors plus aucune évolution jusqu'au milieu des années 1970.

### La jonction Invalides - Quai d'Orsay
Le projet de création d'une transversale rive gauche à Paris, reliant la ligne des Invalides à la banlieue sud-ouest suivant le cours de la Seine, fait l'objet d'une décision ministérielle le 22 janvier 1975. Les travaux démarrent dès la fin de l'année. Les travaux de la jonction Invalides - Orsay se déroulent à ciel ouvert, dans un environnement urbain prestigieux à proximité de l'Assemblée nationale et du ministère des Affaires étrangères, imposant plusieurs contraintes. La nouvelle liaison nécessite également la réorganisation des deux gares terminus en gares de passage à quatre voies, et la modernisation de la ligne des Invalides, en particulier la ré-électrification  en 1 500 volts par caténaire, remplaçant l'alimentation par troisième rail latéral à 750 volts datant de 1900, et l'adaptation des quais.
Un groupe d'études et travaux supervise le chantier de modernisation de la ligne qui se déroule sur trois années. Le plan des voies est modifié, avec la création d'un évitement central dans les gares parisiennes de Champ de Mars - Tour Eiffel et Boulevard Victor (actuel Pont du Garigliano), et de deux voies de garage en gare de Chaville - Vélizy. Une sixième voie à quai est également créée en gare de Viroflay-Rive-Gauche, afin de mieux séparer les itinéraires en sens pair vers Paris-Montparnasse ou Invalides, qui cohabitaient auparavant sur la même voie. Les installations permanentes de contre-sens (IPCS) sont également installées d'Invalides à Viroflay-Rive-Gauche.
La ré-électrification par caténaire impose la reconstruction de nombreux passages supérieurs. Deux sous-stations d'alimentation sont créées à Invalides et Boulevard Victor, s'ajoutant à celles existantes de Meudon-Val-Fleury et Porchefontaine.
Toutes les gares de la ligne sont rénovées, hormis celle de Viroflay-Rive-Gauche qui doit être réédifiée sur dalle compte tenu de la pose d'une sixième voie. Les quais hauts sont adaptés : leur hauteur d'un mètre est réduite à soixante ou quatre-vingts centimètres et ils font l'objet d'un allongement à 225 mètres. Le télé-affichage et la signalétique sont installées, ainsi que des abris de quai modernes. Le block automatique lumineux unifié avec re-découpage des cantons se substitue au BAL d'origine État, qui est incompatible avec la ré-électrification en 1 500 volts.
Le 27 mai 1979, les rames inox Z 5300 remplacent les antiques rames « Standard » entre Invalides et Viroflay-Rive-Gauche. Le 9 juillet 1979, elles atteignent Versailles-Rive-Gauche. Finalement, la ligne est intégrée à la Transversale Rive Gauche le 30 septembre 1979.

## Infrastructure

### Ouvrages d'art
Les deux viaducs d'Issy (509 m) et des Brillants (82 m) à Issy-les-Moulineaux, le tunnel de Meudon, long de 3 363 mètres, et enfin les deux tunnels de Noailles (36 m) et de Saint-Martin (98 m, ce dernier supportant sur l'essentiel de sa longueur la rue du Chemin-de-Fer) à Versailles constituent les principaux ouvrages d'art remarquables du tracé.

### Équipements
La ligne est électrifiée en courant continu à 1 500 volts, équipée du block automatique lumineux (BAL), du contrôle de vitesse par balises (KVB) et d'une liaison radio sol-train avec transmission de données.

### Vitesses limites
La ligne est limitée à une vitesse maximale de 60 km/h d'Invalides à Issy-Val de Seine, 100 km/h d'Issy à Chaville - Vélizy, 90 km/h jusqu'à la bifurcation de Porchefontaine, puis à 70 km/h jusqu'à Versailles-Château-Rive-Gauche (90 km/h dans le sens inverse, 60 km/h avant dégagement des appareils de voie).
Vitesses limites de la ligne en 2013 pour les automotrices en sens impair (certaines catégories de trains, comme les trains de marchandises, possèdent parfois des limites plus faibles) :
| De                             | À                 | Limite |
| ------------------------------ | ----------------- | ------ |
| Versailles-Château-Rive-Gauche | Chaville-Vélizy   | 90     |
| Chaville-Vélizy                | Issy-Val-de-Seine | 100    |
| Issy-Val-de-Seine              | Musée d'Orsay     | 60     |

## Trafic

### De 1900 à 1979

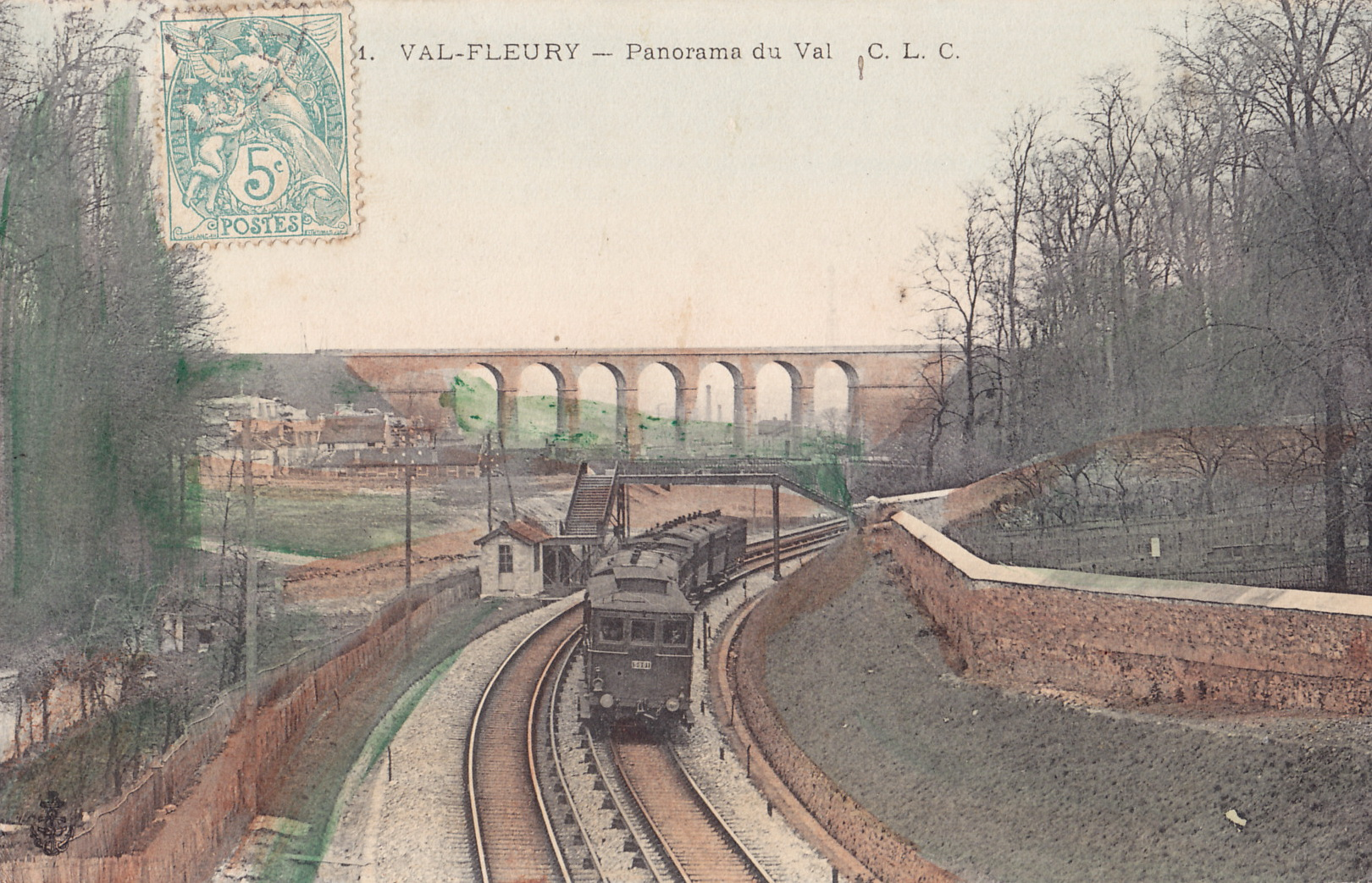
Rame électrique près du viaduc de Meudon (Ligne de Paris-Montparnasse à Brest), au début du XX.

En 1898, la Compagnie de l'Ouest fait construire dix locomoteurs électriques destinés à assurer la traction sur la ligne. Elle fait également réaliser quatre locomoteurs à air comprimé, système Mékarski, nécessaires aux manœuvres en gare des Invalides, où la complexité du plan des voies rend délicat l'électrification des voies de service, et dont la situation partiellement souterraine ne permet pas l'emploi des habituelles locomotives à vapeur. Ces locomoteurs assurent en outre la traction d'une partie des navettes reliant les Invalides au Champ-de-Mars durant l'exposition universelle de 1900. La compression de l'air est assurée grâce à l'électricité produite à l'usine des Moulineaux. Ces locomoteurs n'ont qu'une courte existence et disparaissent dès 1910.
Lors de l'ouverture de l'exposition, l'usine des Moulineaux est encore en chantier, mais la compagnie, qui souhaite offrir aux voyageurs une liaison entre les Invalides et le Champ-de-Mars, établit en urgence une usine provisoire dans cette dernière gare, destinée à fournir le courant de traction à l'unique train électrique déjà livré. Les autres circulations doivent être assurées par des trains remorqués par des machines à condensation, mais la compagnie parvient à équiper quelques trains de moteurs électriques fonctionnant sous 550 V trouvés par défaut dans l'industrie, commandés depuis des postes de manœuvre installés aux extrémités des rames. En fonction des besoins, une ou deux remorques de 90 places sont intercalées entre les motrices, d'une capacité unitaire de 80 voyageurs. Toutes ces voitures sont entièrement de seconde classe. Cette desserte de fortune n'offre pas la fiabilité souhaitée, et de nombreuses pannes sont à déplorer. La dalle en béton recouvrant les voies est démolie après la fin de l'exposition et, le 15 novembre 1902, les trains à vapeur en provenance de Paris-Saint-Lazare via la Petite Ceinture peuvent atteindre la gare des Invalides.

### Depuis 1979

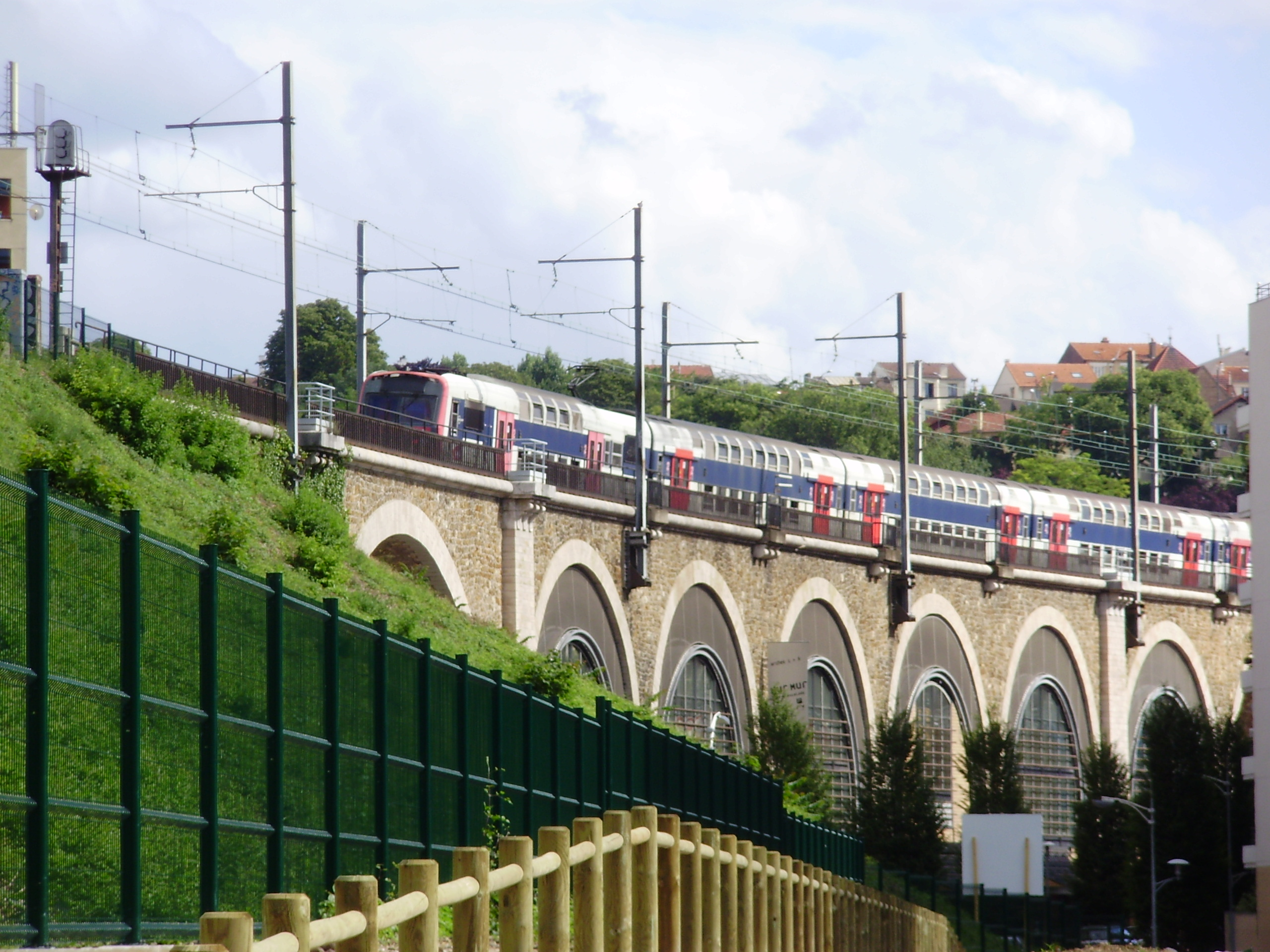
Une rame du RER C sur le viaduc d'Issy.

La ligne est exploitée par la SNCF, depuis 1979 comme tronçon de la transversale rive gauche, devenue en 1980 la ligne C du RER. Depuis 1999, comme l'ensemble du réseau SNCF en Île-de-France, elle est intégrée au réseau Transilien. 
De la gare des Invalides à celle du Champ de Mars, le tronçon est particulièrement chargé, la quasi-totalité des circulations de la ligne C empruntant la ligne, soit de dix trains par heure et par sens aux heures creuses, à vingt-quatre trains par heure aux heures de pointe. Quatre trains par heure aux heures creuses, huit aux heures de pointe, se dirigent vers la ligne Vallée de Montmorency - Invalides (VMI) à partir de Champ de Mars - Tour Eiffel ; tous les autres se dirigent vers Versailles ou Saint-Quentin-en-Yvelines, certaines missions se terminant à Pont du Garigliano ou à Chaville - Vélizy.
La desserte est assurée au quart d'heure toute la journée en direction de Versailles-Château-Rive-Gauche à l'exception des dimanches matin, où elle est assurée à la demi-heure. Un train à la demi-heure en heures creuses et au quart d'heure aux heures de pointes, en direction de Saint-Quentin-en-Yvelines, s'intercale entre ces derniers, soit de six à huit trains par heure et par sens entre Invalides et Viroflay-Rive-Gauche. Les trains desservant Versailles-Château-Rive-Gauche sont en provenance ou à destination de Versailles-Chantiers ou Juvisy, via Paris et la ligne de la grande ceinture de Paris. Ceux en provenance ou à destination de Saint-Quentin-en-Yvelines se dirigent vers Saint-Martin-d'Étampes ou Dourdan - La Forêt. 
Toutes les circulations sur la ligne sont omnibus, les trains à destination de Saint-Quentin-en-Yvelines autrefois semi-directs (sans desserte d'Issy et Meudon-Val-Fleury) ayant été rendus omnibus par décision du STIF en décembre 2007.
Le temps de parcours moyen de Versailles-Château-Rive-Gauche à Invalides est de trente-et-une minutes. La ligne est située dans les zones 1 à 4 du système de tarification des transports en commun d'Île-de-France.

### Matériel roulant
En 1979, les rames Standard alimentées par troisième rail, longtemps attachées à l'image de la ligne, cèdent la place aux automotrices Z 5300, après les travaux de réélectrification par caténaire. Elles sont épaulées à partir des années 1980 par les premières automotrices à deux niveaux (Z 2N). Depuis 2003, les Z 5300 disparaissent définitivement de la ligne et seules des Z 2N y circulent : en général les Z 5600 monocourant assurent les relations vers Versailles-Château-Rive-Gauche et Saint-Quentin-en-Yvelines, tandis que les Z 8800, Z 20500 et Z 20900 bicourant assurent les liaisons vers Pontoise et Montigny - Beauchamp, bifurquant après la gare du Champ de Mars - Tour Eiffel vers la ligne Vallée de Montmorency - Invalides.